# Кайнар (Єнбекшиказахський район)
Кайна́р (каз. Қайнар) — село у складі Єнбекшиказахського району Алматинської області Казахстану. Входить до складу Кирбалтабайського сільського округу.
Населення — 202 особи (2021; 267 у 2009, 235 у 1999, 207 у 1989).